# Кім Кван Сок
Кім Кван Сок (кор. 김광석, 金光石; нар. 22 січня 1964 — пом. 6 січня 1996) — південнокорейський фольклорний співак. Дебютував у 1987 році як учасник фольклорного колективу Норериль Чаннин Сарамдиль (Noraereul Channeun Saramdeul), що в перекладі звучить як Люди, які шукають пісні.. Широкої популярності він досяг у складі фольклорного гурту Донмульвон (eng.Dongmulwon), який дебютував у 1988 році. Наступного року він випустив свій перший сольний альбом.
Його пісні були популярними завдяки їх сентиментальній ліриці. Він продав понад 5 мільйонів платівок. Це досить вагомий результат для південнокорейського музичного виконавця. Невдовзі, за офіційною версією, він покінчив життя самогубством. Однак існує безліч сумнівів щодо правдивості цього висновку.

## Раннє життя
Кім Кван Сок народився 22 січня 1964 року в Тегу, Південна Корея. У нього було два старших брата і дві старші сестри. Його сім'я переїхала до Сеула в 1968 році, після того, як батько Кіма втратив роботу вчителя через причетність до нелегального союзу вчителів. У початковій школі Кім вивчав скрипку, гобой та флейту, а в середній школі приєднався до хору. У 1982 році він вступив до університету Мьонджі для вивчення бізнесу, за цей час влаштувався на неповний робочий день, співаючи в кафе. У 1984 році Кім приєднався до співочої асоціації Національного університету Сеулу та взяв участь у музичній п'єсі Кім Мін Кі Гаеттонгі (кор. 개똥이). Він був призваний до армії у 1985 році та звільнився після смерті свого старшого брата. Потім Кім повернувся до навчання і приєднався до студентського фольклорного колективу Нораєрел Чанен Сарамдел (кор. 노래 를 찾는 사람들) у 1987 році.

## Час Донгмулван
У 1988 році Кім Кван Сок та інші студенти-музиканти створили фолк-рок-гурт під назвою Донгмулван (동물원). Група привернула увагу Кім Чхан Вана, головного співака впливового південнокорейського рок-гурту Sanulrim, який публічно підтримав Донгмулван, допомагаючи колективу стати більш популярним. Кім Кван Сок випустив два альбоми з гуртом у 1988 році. Донгмулван продовжував випускати альбоми з різними складовими після відходу Кіма. У 2014 році у Південній Кореї дебютував мюзикл про Кіма та його роки у Донгмулван під назвою Те літо, Dongmulwon — Зоопарк.

## Індивідуальна кар'єра
Підбадьорений несподіваним успіхом Донгмулван, Кім Кван Сок випустив свій перший сольний альбом у жовтні 1989 року. Після цього вийшли ще два його альбоми у 1991 та 1992 роках, з такими хітами як «Love Has Gone» (кор. 사랑 했지만) та «Song of My Life» (나의 노래). На відміну від багатьох інших артистів, він здобув свою популярність, співаючи на концертах разом із тиражуванням своїх аудіозаписів, а не беручи участь у телевізійних музичних шоу. У липні 1993 року він відсвяткував 10-ту річницю власного дебюту, провівши місячний концерт. Крім того, він випустив рімейк-альбом корейського фолк-року, започаткувавши прихильність до рімейку серед корейських співаків.
Його четвертий студійний альбомом випущений у 1994 році. Цей альбом був монументальним не лише в його кар'єрі, але і в історії популярної корейської музики. Він продовжував співати на концертах, відзначаючи тисячу концертів у серпні 1995 року. Того ж року він здійснив концертну подорож по країні, яка продовжилася за кордоном в Університеті Пенсільванії та Меркінському концертному залі на Манхеттені. Він вважав що невеликі концертні зали підтримують тісніший контакт з аудиторією, даючи багато концертів в невеликих театрах навколо Даехангно в Сеулі, корейському еквіваленті Бродвею.

## Смерть
6 січня 1996 року Кіма знайшли мертвим у своєму будинку близько світанку із шнуром на шиї. Поліція визнала це самогубством. Однак члени його сім'ї наполягають на тому, що це вбивство, і що версія поліції — нісенітниця. З часу смерті Кіма, в пам'ять про нього організовуються різноманітні фестивалі та конкурси.

## Спадщина
Щорічно проводиться концерт співаків у різних музичних жанрах, включаючи рок-н-рол та хіп-хоп, а його альбоми постійно продаються, ставши 5 січня 2007 року. 6 січня 2008 року, на 12-ту річницю від дня його смерті, в концертній залі було відкрито меморіальну рельєфну скульптуру, де він провів тисячі концертів, привернувши до себе багато шанувальників, які пам'ятали його. У листопаді 2010 року понад двадцять художників, дизайнерів та скульпторів спільно зробили фреску на згадку про Кім Кван Сок у місті Тегу, де він провів свої перші роки. Критики та репортери проаналізували його спадщину та наполегливий запал його музики у численних статтях та книгах, таких як «Біографія Кіма Кванг-Сеока, повідомлення про неприйняття» Лі Йона-Ока та «100 шедевр альбомів корейської популярної музики» Park Joon-hum та ін. З точки зору історії популярної корейської музики, він є прямим нащадком, а також наступником корейського актуального фолк-року, який був ініційований Хан Де Су і процвітав піснями Кім Мін Кі, Джун Та Чоном та Імовірно, Чо Дун Джин на початку 1970-х років за правління диктатора Парка Чжун Хе, який перебував при владі з 1961 по 1979 рік. Однак, хоча музика Кіма Кван Сока була чітко вкорінена в соціальні проблеми в перші роки його кар'єри, він також співпереживав смутку і розчаруванню людей, які були принижені в боротьбі за демократію. Приблизно наприкінці 80-х — початку 90-х років, із покращенням демократії в корейському суспільстві, молоді покоління почали звертати свою увагу від колективізму та спільноти до індивідуалізму та досвіду своїх сучасників. Кім Кван Сок проілюструвала життя людей з люблячими очима, але залишилася складена і розмірена. Лі Джо Юп, музичний критик, стверджує, що його пісні зображували людей, які постійно коливаються на межі песимізму та оптимізму, але сублімували самосвідомість, яка ніколи не відмовляється від напруги перед реальністю. "Стоячи серед темряви ночі, я не бачу жодного сантиметра попереду, куди я йду, де стою, марно оглядаюсь, плаваючи над річкою життя, як бур'ян, я можу загинути при цій невідомій річці, встаньте, встаньте, спробуйте, встаньте, встаньте, як паростки весни "(Stand up).

## Дискографія

### Студійні альбоми
| Назва              | Деталі альбому                                     |
| ------------------ | -------------------------------------------------- |
| Kim Kwang-seok     | - Випущено: 1989                                   |
| Kim Kwang-seok 2nd | - Випущено: 30 березня 1991 - Лейбл: Won Recording |
| My Song 나의 노래  | - Випущено: 20 березня 1992 - Лейбл: CJ E&M Music  |
| Kim Kwang-seok 4th | - Випущено: 25 червня 1994 - Лейбл: CJ E&M Music   |

### Компіляції
| Назва                                             | Деталі альбому                                   |
| ------------------------------------------------- | ------------------------------------------------ |
| Kim Kwang-seok Recalling I 김광석 다시 부르기 I   | - Випущено: 1993 - Лейбл: CJ E&M Music           |
| Kim Kwang-seok Recalling II 김광석 다시 부르기 II | - Випущено: 1 березня 1995 - Лейбл: CJ E&M Music |

### Посмертні випуски
| Назва                                          | Деталі альбому                                                                                     |
| ---------------------------------------------- | -------------------------------------------------------------------------------------------------- |
| Kim Kwang-seok Life Story 김광석 인생이야기    | - Випущено: 13 серпня 1996 - Лейбл: CJ E&M Music - Тип: живий альбом                               |
| Kim Kwang-seok Singing Story 김광석 노래이야기 | - Випущено: 13 серпня 1996 - Лейбл: CJ E&M Music - Тип: живий альбом                               |
| Anthology 1                                    | - Випущено: 7 листопада 2000 - Лейбл: CJ E&M Music - Тип: збірка                                   |
| Classic                                        | - Випущено: 21 квітня 2001 - Лейбл: Seoul Records Inc. - Тип: збірка, що містить незакінчені пісні |
| Collection: My Way (1964—1996)                 | - Випущено: 12 листопада 2002 - Лейбл: CJ E&M Music - Тип: Box Set                                 |
| Kim Kwang-seok Best                            | - Випущено: 12 листопада 2005 - Лейбл: CJ E&M Music - Тип: збірка                                  |
| Kim Kwang-seok 3, 4 Remastered                 | - Випущено: 26 серпня 2006 - Лейбл: CJ E&M Music - Тип: перевидання                                |
| Kim Kwang-seok Recalling I, II Remastered      | - Випущено: 26 серпня 2006 - Лейбл: CJ E&M Music - Тип: перевидання                                |
| Singing Story + Life Story                     | - Випущено: 20 січня 2007 - Лейбл: CJ E&M Music - Тип: збірка                                      |
| My Song Box Set                                | - Випущено: 9 липня 2012 - Лейбл: With33 Entertainment, CJ E&M Music - Тип: Box Set of 9 CDs       |
| Unforgettable                                  | - Випущено: 9 серпня 2012 - Лейбл: 아름다운 동행 - Тип: живий альбом                               |
| Kim Kwang-seok 4 Remastered                    | - Випущено: 11 листопада 2014 - Лейбл: With33 Entertainment, CJ E&M Music - Тип: перевидання       |
| Kim Kwang-seok Again                           | - Випущено: 7 листопада 2016 - Лейбл: With33 Entertainment, CJ E&M Music - Тип: збірка             |

## У популярній культурі
Німецька група хіп-хопу Die Orsons склала пісню під назвою Кім Кванг-Сеок. Пісня стосується музики Кіма та самогубства[джерело?].